# Gare de La Couronne-Carro
Gare de La Couronne-Carro – przystanek kolejowy w Martigues, w departamencie Delta Rodanu, w regionie Prowansja-Alpy-Lazurowe Wybrzeże, we Francji.
Jest przystankiem Société nationale des chemins de fer français (SNCF), obsługiwanym przez pociągi TER Provence-Alpes-Côte d’Azur.

## Położenie
Stacja znajduje się na linii Miramas – L’Estaque, w km 846,132, na wysokości 34 m, pomiędzy stacjami Martigues i Sausset-les-Pins.

## Linie kolejowe
- Linia Miramas – L’Estaque